# Cnaphalocrocis limbalis
Cnaphalocrocis limbalis là một loài bướm đêm trong họ Crambidae.

## Hình ảnh

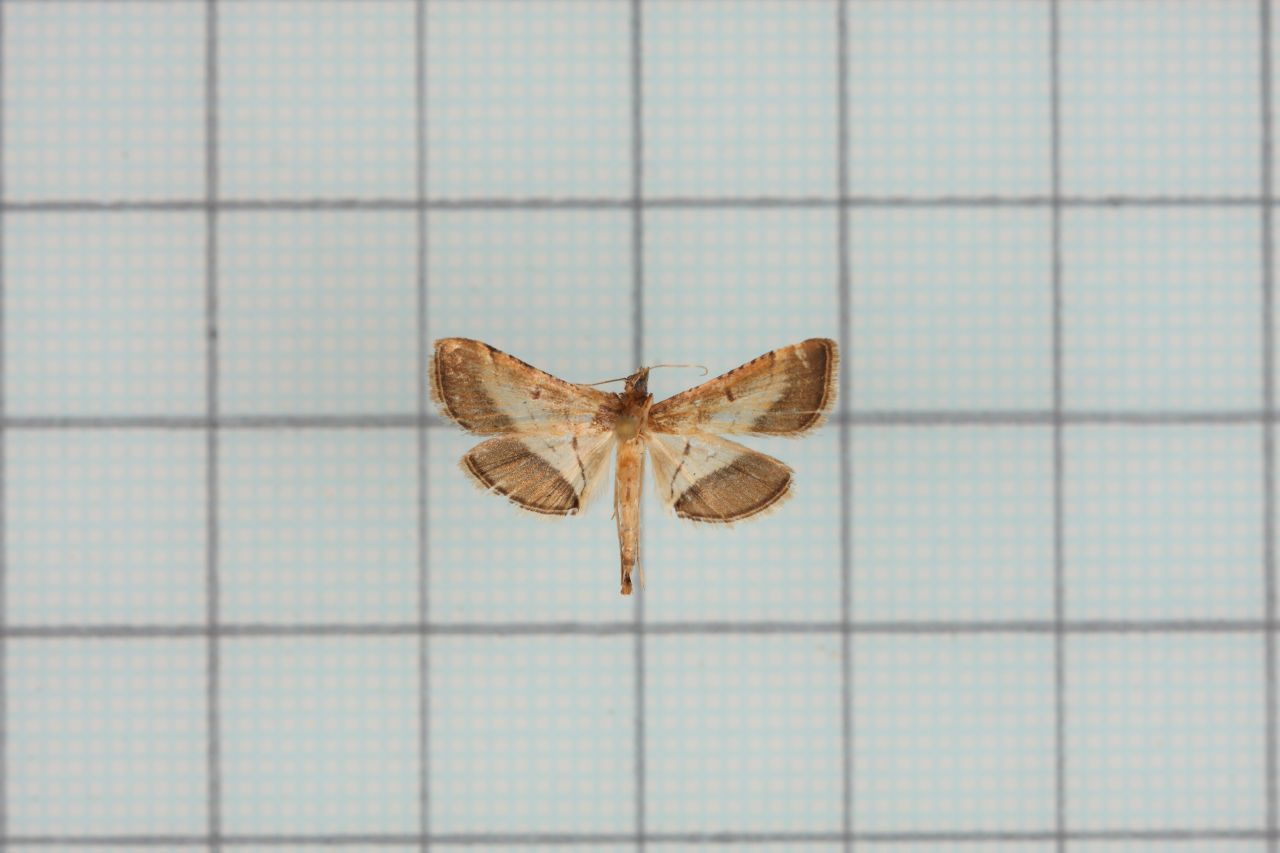